# Plumarella aurea
Plumarella aurea is een zachte koraalsoort uit de familie Primnoidae. De koraalsoort komt uit het geslacht Plumarella. De wetenschappelijke naam van de soort werd in 1936 gepubliceerd door Elisabeth Deichmann.